# Нодь Микола
Нодь Микола (1819, м. Бошвар, Угорщина — 1862, Відень) — український літератор, музикант, громадський діяч.

## З біографії
Народився 1819 року у місті Бошвар (Угорщина). Закінчив Ужгородську богословську семінарію, став викладачем семінарії, потім парохом у Відні, ректором Віденської духовної семінарії.
Налагодив зв'язки з галицькими українськими культурними діячами, підтримував український національний рух, проголошував єдність української культури.
Відомий як диригент, керівник хорів. Помер 1862 році у Відні.

## Творчість
Видав дві збірки поезій: «Руський соловей» та збірку пісень для дітей «Пам'ять із отпуста добрим дітям» (Відень, 1851), що мали велике значення для розвитку освіти, культури серед українців Закарпаття, зокрема лемків. Складав мелодії до пісень. Мова його творів народна, колоритна, виразна. Друкував свої твори в західноукраїнській пресі, зокрема у «Віснику», в альманахах Пряшівської літературної спілки. Талановитий диригент, керівник хорів.
Поруч з Олександром Духновичем та О. Павловичем був одним з найпопулярніших українських літераторів Закарпаття, членів Пряшівської літературної спілки.